# Триндаде и Мартим Ваз
Триндаде и Мартим Ваз (порт. Arquipélago de Trindade e Martim Vaz) је архипелаг удаљен око 1.200 km источно од града Виторије, у Атлантском океану. Административно припада савезној држави Бразила — Еспирито Санто. Површина архипелага је 10,4 км², а на њему живе 32 припадника бразилске морнарице у привременом насељу Енсеада де Португезес на острву Триндаде.

## Географија
Острва су вулканског порекла и површина им је веома неприступачна. Највећим делом су огољена, без вегетације. Највеће од свих је Триндаде. Одликује се оштрим лавичним купама и узвишењима. Највише од њих је Пико де Десежадо, висине 620 метара. У непосредној близини су и врхови Пико де Триндаде (590 м) и Пико де Бонифасио (570 м). Архипелаг је значајан као место за размножавање зелених морских корњача. 
Клима на острвима је океанска-тропска, са просечним годишњим температурама од 25,2 °C. Најтоплији месеј је фебруар (30 °C), а најхладнији август са 17,3 °C.

## Историја
Архипелаг је открио 1502. године португалски истраживач Естевао да Гама. До остамостаљења Бразила била су под португалском влашћу. Током периода између 1890. и 1896. године била су под окупацијом Уједињеног Краљевства. За то време име им је промењено у „Јужни Тринидад“. Након споразума између УК и Бразила, 1896. године понову постају део матичне државе.

## Острва
Архипелаг се састоји од пет острва и једне стене, од којих је највеће и најзначајније Триндаде (10,1 км²). 
- Иља Триндаде (Острво тројства)
- Иљас де Мартим Ваз
- Иља до Норте (Северно острво)
- Иља да Рака
- Иља до Сул (Јужно острво)
- Рокедо да Агуља (Иглена стена)